# Mite d'Osiris

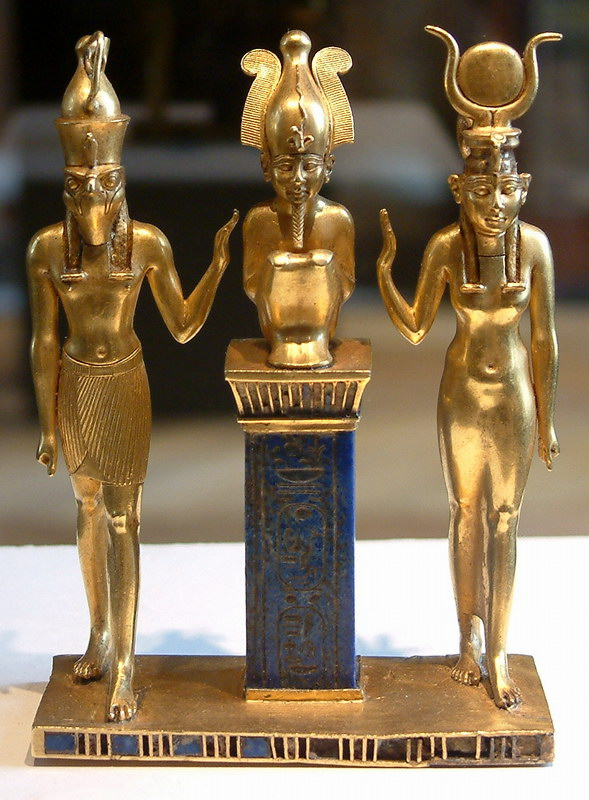
Els protagonistes del mite d'Osiris (de dreta a esquerra): Isis, el seu marit Osiris i el seu fill Horus. La figura data de la Dinastia XXII.

El mite d'Osiris és la història més elaborada i influent de la mitologia egípcia. Relata com el déu egipci Osiris, un antic faraó, és assassinat pel seu germà Seth, que li usurpa el tron. La història neix de la rivalitat entre els dos germans. Després Isis, l'esposa i germana d'Osiris, restaura el cos del seu marit, cosa que li permet concebre un fill amb ell després de la seva mort. La resta de la història se centra en Horus, aquest fill producte d'Isis i Osiris, que en un principi és un infant vulnerable protegit per la seva mare i que després s'encara amb Seth per obtenir el tron.

## Història
El mite d'Osiris era molt important a la religió de l'antic Egipte i era molt conegut entre la gent ordinària. Aquesta popularitat es deu sobretot al principal missatge religiós del mite, que diu que qualsevol persona morta pot assolir una altra vida plena. A més, els personatges del mite i les seves emocions són més humanes que no pas a la resta de mites egipcis, cosa que també feia el mite més atractiu pel públic general. Particularment les relacions entre Osiris, Isis i Horus transmeten un "fort sentit de lleialtat i devoció familiar".
Els mites de l'antic Egipte són fragmentaris i vagues, ja que les metàfores religioses cobren més importància que no pas la coherència de la narració en si. Encara que el mite d'Osiris també és fragmentari fins a un cert punt i està ple de simbolisme, la història del mite és molt més cohesiva en comparació amb la resta.

### Les primeres mencions del mite
Les primeres mencions conegudes del mite d'Osiris figuren als Textos de les Piràmides, els primers textos funeraris de l'Antic Egipte, que es trobaren a les parets de les cambres funeràries de les piràmides del final de la Dinastia V, al segle xxiv aC. Els textos, que són un repertori d'encanteris, conjurs i súpliques, comprenen idees que semblen datar de temps encara més anteriors. Les inscripcions es preocupen per la futura vida del faraó que hi ha enterrat a la piràmide, per la qual cosa es refereixen constantment al mite d'Osiris, profundament relacionat amb la monarquia i el més enllà.

Els mateixos elements del mite que apareixen als Textos de les Piràmides tornen a aparèixer a textos funeraris posteriors, com ara els Textos dels Sarcòfags del Regne Mitjà (2055–1650 aC) i el Llibre dels Morts de l'Imperi Nou (1550–1070 aC). La majoria d'aquests textos anaven destinats al públic general, per la qual cosa l'associació entre Osiris i els morts ja no estava restringida només a la reialesa.

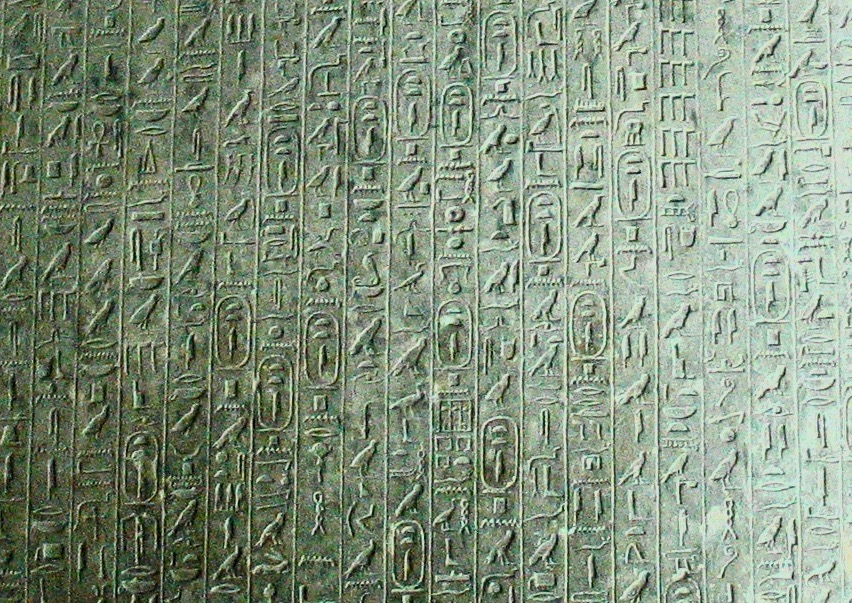
Els "Textos de les Piràmides" a la Piràmide de Teti

El report més complet del mite és el Gran Himne a Osiris, una inscripció de la Dinastia XVIII (1550–1292 aC) que esquematitza la història sencera però no en dona gaires detalls. Una altra font important és la teologia memfita, una narració religiosa que descriu la mort d'Osiris així com la resolució de la disputa entre Horus i Seth. Aquesta narració associa la monarquia que Osiris i Horus representen amb Ptah, la deïtat creadora de Memfis.
Durant molt de temps es va creure que el text datava del Regne Antic (2686–2181 aC) i es feu servir com a font d'informació de les primeres etapes del desenvolupament del mite. No obstant, des dels anys 70 els egiptòlegs han conclòs que el text pertany a l'Imperi Nou com a prest.
També, hi ha manifestacions d'episodis del mite escrites amb la mera finalitat d'entretenir. El més prominent d'aquests textos és "Les disputes d'Horus i Seth", una reescriptura humorística d'alguns dels episodis del conflicte entre les dues deïtats, que data de la Dinastia XX (1190–1070 aC).
Els escriptors grecs i romans de l'Antiguitat, que descrigueren la religió egípcia a punts ja avançats de la seva història, enregistraren gran part del mite d'Osiris. Heròdot, al segle v aC, mencionà parts del mite en la seva descripció d'Egipte a Les Històries, i quatre segles més tard, Diodor de Sicília proveí un sumari del mite a la seva Bibliotheca historica. A principis del segle ii dC, Plutarc de Queronea va escriure el report antic més complet amb De Iside et Osiride, una anàlisi de les creences religioses egípcies. El report del mite que feu Plutarc és el que més sovint fan servir les escriptures modernes a l'hora de contar el mite. Les escriptures d'aquests autors clàssics poden distorsionar les veritables creences dels egipcis. De fet, "De Iside et Osiride" inclou moltes interpretacions de les creences egípcies influïdes per diverses filosofies gregues i el seu report del mite inclou porcions de les quals se'n desconeix cap paral·lelisme egipci. Griffiths va concloure que certs elements del report provenen de la mitologia grega i que l'obra en conjunt no estava basada directament en fonts egípcies. No obstant, el seu company John Baines defensa que potser els temples contenien escrits sobre el mite que més tard es perderen, i que Plutarca va basar la seva obra en aquestes fonts.

### Personatges principals: Osiris i Seth
En aquest mite, hi apareixen dos personatges principals cadascun dels quals representa coses totalment contraposades. Per una banda, Osiris, representa els valors positius com: amor, amistat, pau, etc. Per altra banda, Seth, representa tots els valors negatius com: enveja, ambició, etc.

### Simbolisme del mite
El mite, amb el seu simbolisme complex, és determinant per les concepcions egípcies de la monarquia i la successió reial, del conflicte entre ordre i desordre i, sobretot, de la mort i el més enllà. També, s'hi aprecia el personatge essencial de cada una de les quatre deïtats; molts elements del seu culte a l'antiga religió egípcia deriven del mite en qüestió.
El mite d'Osiris estava fonamentat al s. XXIV aC, o potser abans. Molts dels seus elements provenen d'idees religioses, encara que el conflicte entre Horus i Seth podria estar inspirat en un conflicte regional de la història primerenca d'Egipte o de la seva prehistòria. Els estudiosos han provat de saber la naturalesa exacta dels fets que van donar origen a la història, però no han tret cap conclusió definitiva.

## Sinopsi

### Mort i resurrecció d'Osiris
Al principi de la història Osiris és el monarca que governa Egipte, títol que ha heretat de la seva línia d'avantpassats, que es remunta fins al creador del món (Ra o Atum). La seva reina és Isis, la qual, juntament amb Osiris i Seth, és un dels fills de Geb, el déu de la terra, i Nut, la deessa del cel. Del regnat d'Osiris se'n té poca informació; el focus se situa en la seva mort i en els esdeveniments que la succeeixen. Osiris està connectat amb el poder de donar vida, la monarquia justa i la regla de maat, l'ordre natural ideal el manteniment del qual era un objectiu fonamental a la cultura de l'antic Egipte. Seth està properament associat amb la violència i el caos. En conseqüència, l'assassinat d'Osiris simbolitza el confrontament entre ordre i desordre i la ruptura de la vida per la mort.
Algunes versions del mite expliquen el motiu de Seth per matar Osiris. Segons un encanteri dels Textos de les Piràmides, Seth es venja d'una puntada de peu que li va pegar Osiris, mentre que segons un text del Baix Imperi, Seth mata Osiris perquè va mantenir relacions sexuals amb Neftis, cònjuge de Seth i quarta filla de Geb i Nut. Encara que sovint es parla de l'assassinat en si, aquest mai no es descriu amb claredat. Els egipcis creien que les paraules escrites tenien el poder d'afectar la realitat, per la qual cosa evitaven escriure directament els esdeveniments molt negatius com ara la mort d'Osiris. Fins i tot, en certes ocasions negaven per complet la seva mort, encara que el conjunt de tradicions sobre ell mostren clarament que el van assassinar. En alguns casos els textos suggereixen que Seth pren la forma d'un animal feréstec, com un cocodril o un bou, per matar-lo; d'altres descriuen que el cadàver d'Osiris és llençat a l'aigua o que mor ofegat. Aquest ofegament és l'origen de la creença egípcia que la gent que es banyava al riu Nil era sagrada.

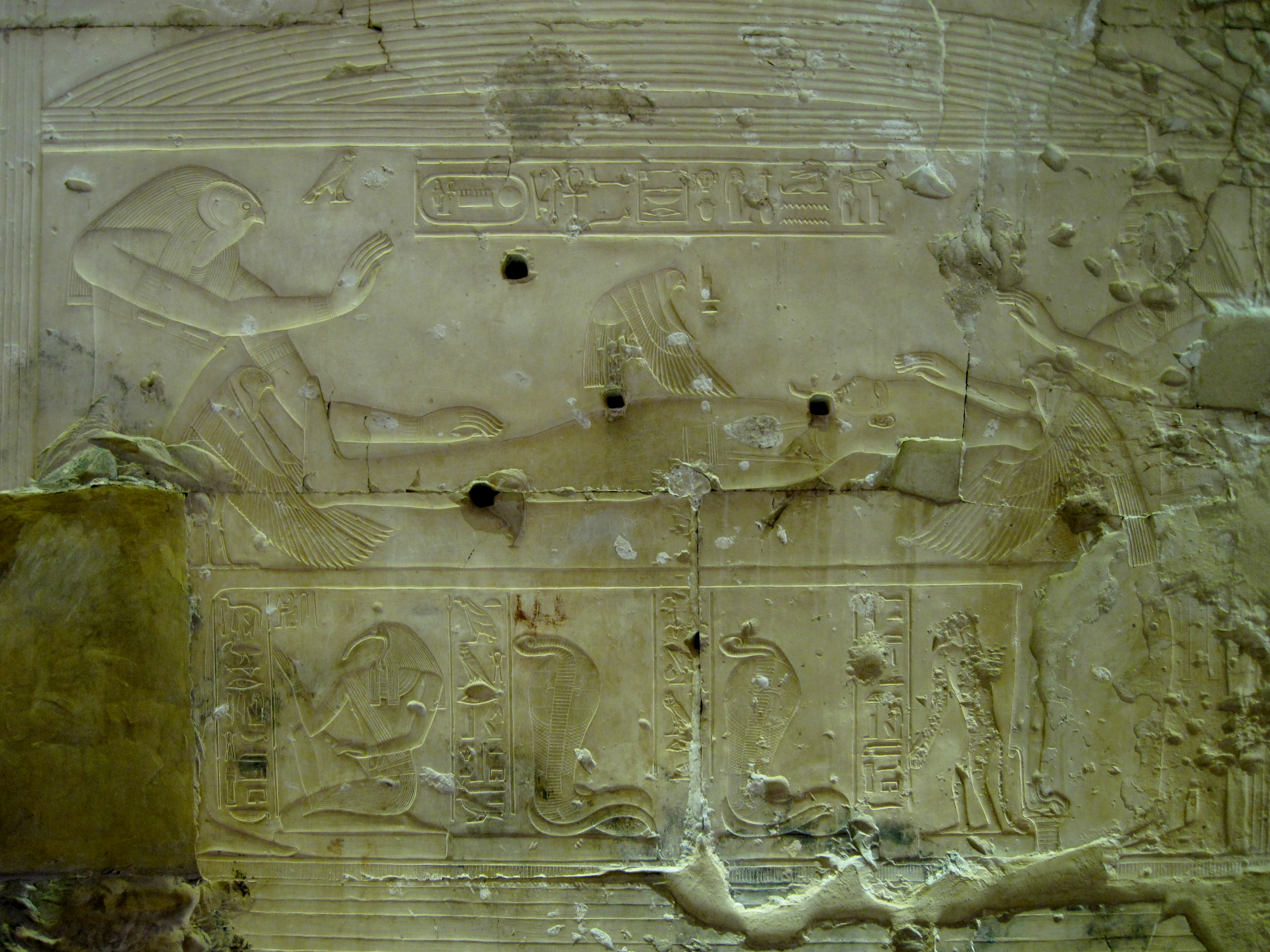
Isis, en forma d'ocell, copula amb el difunt Osiris. Als costats hi veim Horus, tot i encara ser nonat, i Isis en la seva forma humana.

La mort d'Osiris és succeïda per un interregne o bé per un període en el qual Set assumeix el tron. Mentrestant, Isis cerca el cos del seu marit amb l'ajut de Neftis. Mentre cerquen o lamenten Osiris, les dues deesses prenen l'aspecte de falcons o milans, bé sigui perquè els milans viatgen lluny en la seva cerca de carronya, perquè els egipcis associaven els seus cants amb plors de dolor, o per la connexió que hi ha entre les deesses i Horus, que se sol representar per un falcó. Així doncs, Osiris representava el poder diví vitalitzant present a l'aigua del riu i a les plantes que naixien després de la inundació.
Les deesses troben i restauren el cos d'Osiris, sovint amb l'ajuda d'altres deïtats, incloent-hi Thot, una deïtat acreditada amb poders màgics i curatius, i Anubis, el déu de l'embalsamament i els ritus funeraris egipcis. Els seus esforços són la base mitològica de les pràctiques d'embalsamament egípcies que, momificant el cos, pretenien prevenir i revertir el decaïment de després de la mort.
Aquesta part de la història de vegades s'amplia amb episodis en què Seth o els seus seguidors intenten danyar el cadàver i Isis i els seus aliats l'han de protegir. Un cop Osiris és restaurat, Isis concep amb ell el seu fill i hereu Horus.
Un encanteri ambigu dels Textos dels Sarcòfags sembla indicar que Isis és prenyada amb un llampec sobtat, tot i que d'altres fonts diuen que Isis, encara en la seva forma d'ocell, ventila Osiris amb les seves ales, donant-li alè i vida, i copula amb ell.

#### El report de Plutarc
El report cohesiu de Plutarc se centra sobretot en aquesta part del mite, amb bastants diferències respecte de les fonts egípcies conegudes. Seth, el qual Plutarc emprava noms grecs per moltes de les deïtats egípcies, s'hi refereix com a "Tifó", conspira contra Osiris juntament amb setanta-tres persones més. Seth té preparat un cofre amb les mides exactes d'Osiris; a un banquet, declara que regalarà el cofre a qui hi encaixi a dins. Els convidats es fiquen a dins el sarcòfag, però l'únic que hi encaixa a la perfecció és Osiris. Quan és a dins el cofre, Seth i els seus còmplices l'hi tanquen i el llancen a dins del Nil. Amb el cadàver a dins, el cofre flota fins al mar i arriba a la ciutat de Biblos, allà on hi creix un arbre al seu voltant.
El rei de Biblos fa tallar l'arbre i el converteix en un pilar del seu palau, que encara té el cofre al seu interior. Per accedir al cos del seu marit, Isis ha d'extreure el cofre de dins el tronc. Una vegada ha pres el cofre, deixa l'arbre a Biblos, on s'hi torna un objecte adorat pels locals. Aquest episodi, que no es coneix de fonts egípcies, dona una explicació etiològica del culte a Isis i Osiris que hi havia a Biblos en temps de Plutarca, que possiblement es remunta a l'Imperi Nou.
Plutarc també manifesta que Seth roba i desmembra el cadàver, en aquest cas després que Isis el recuperi. Llavors Isis va trobant i enterrant totes les peces del cos del seu marit, excepte el penis, que ha de reconstruir amb màgia, ja que a l'original se'l menja un peix. Segons Plutarc, aquest és el motiu pel qual els egipcis tenien un tabú contra menjar peix. No obstant, en els reports egipcis el penis d'Osiris es troba intacte; l'únic amb una certa semblança a aquesta part de la història de Plutarc és a "Conte dels dos germans", un conte popular de l'Imperi Nou amb algunes similituds respecte al mite d'Osiris.
Una altra diferència del report de Plutarc és el naixement d'Horus. La forma d'Horus que venjarà el seu pare ja és concebut i nat abans de la mort d'Osiris. En canvi, és el seu segon fill Harpocrates, dèbil i prematur, qui neix de la relació pòstuma entre Isis i Osiris. Aquí, dues de les diferents formes d'Horus que existeixen a la tradició egípcia obtenen diferents posicions dins de la versió del mite de Plutarca.

### Naixement i infància d'Horus

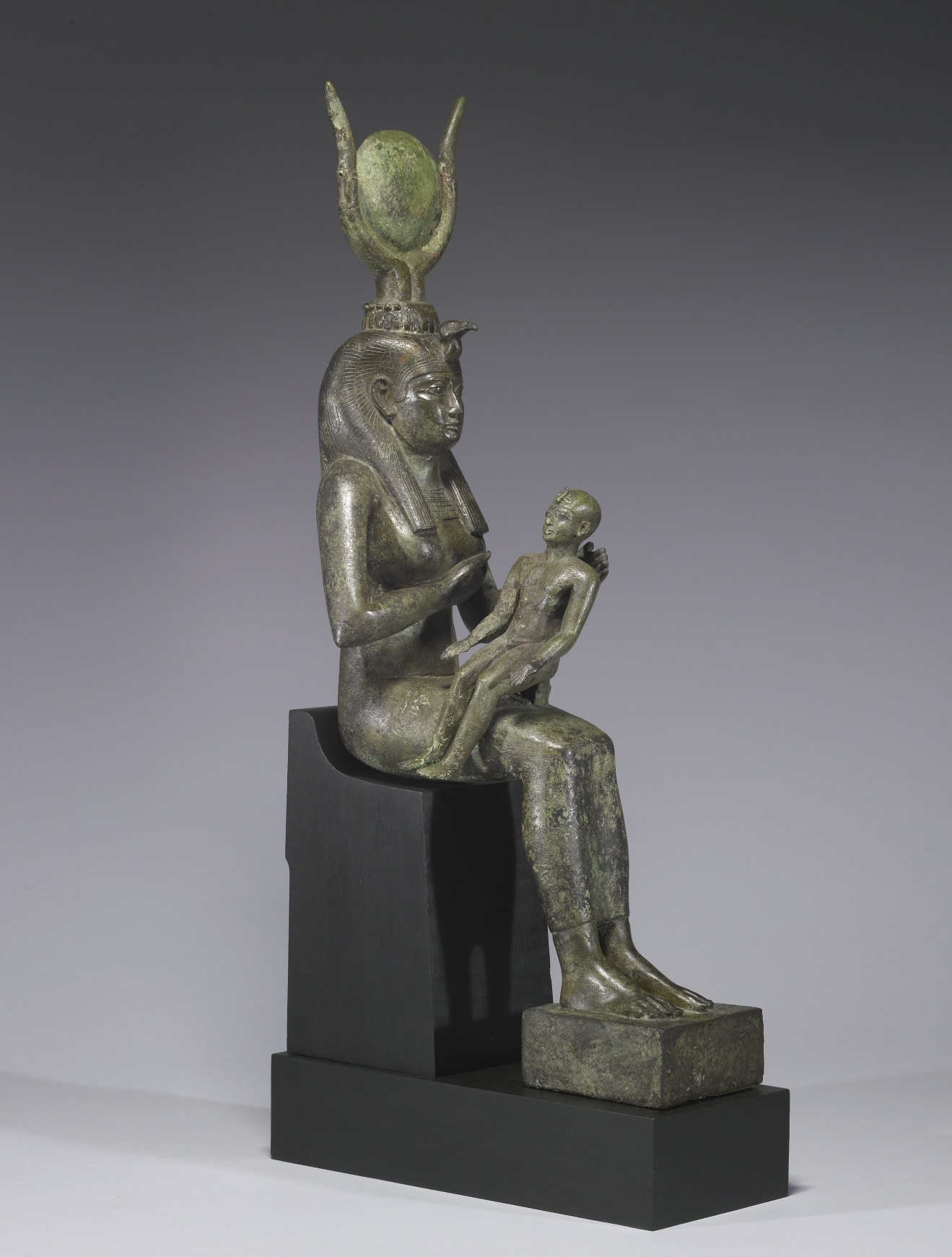
Isis alletant Horus

En els reports egipcis, Isis, d'embarassada, s'amaga de Seth a dins d'un matoll de papirs al delta del Nil, ja que el seu fill nonat li és una amenaça. El lloc on s'amaga s'anomena Akh-bity, que en egipci vol dir "matoll de papirs del rei de Baix Egipte". Els escriptors grecs l'anomenen Khemmis i indiquen que està a prop de la ciutat de Buto, encara que el més important és la reclusió i seguretat icòniques que concedeix i no pas la seva situació real. A dins del matoll, Isis dona a llum a Horus i l'hi cuida; per això també se l'anomena "niu d'Horus". La imatge d'Isis alletant el seu fill és molt comuna a l'art egipci.
Hi ha textos que narren que Isis viatja pel món. Es mescla amb els humans ordinaris, que no són conscients de la seva veritable identitat, i fins i tot els demana ajuda. Aquest fet és molt inusual a dins la mitologia egípcia, ja que en aquesta els déus i els humans solen estan separats. A la primera fase del mite, sovint rep l'ajut d'altres deïtats, que protegeixen Horus en la seva absència. Segons un encanteri màgic, set deïtats d'escorpí menors viatgen i protegeixen Isis mentre aquesta cerca ajuda per Horus. Fins i tot es vengen d'una dona rica que es nega a ajudar Isis picant el seu fill, que després Isis ha de curar. La història dona l'ensenyança moral que els pobres poden ser més virtuosos que els rics, a més d'il·lustrar la naturalesa justa i compassiva d'Isis.
En aquesta part del mite, Horus és un nen vulnerable envoltat de perills. Els textos màgics que utilitzen la infància d'Horus com a base dels seus encanteris de curació li atorguen diferents malalties, des de picades d'escorpí a simples mals de panxa, i adapten la tradició perquè s'ajusti a la malaltia que intenten tractar. Sovint, el jove déu és mossegat per una serp, reflectint la por que tenien els egipcis a les mossegades de serp i al verí d'aquestes. Alguns textos indiquen que aquestes criatures hostils són agents de Seth. Isis usa els seus propis poders curatius per salvar el seu fill, o bé al·lega o amenaça deïtats com Ra o Geb perquè el curin. Com que en aquesta part de la història Isis és la ploradora arquetípica, durant la infància d'Horus és la idíl·lica mare devota. A través dels textos curatius màgics, els seus esforços per curar el seu fill poden per extensió curar qualsevol pacient.

### Conflicte d'Horus i Seth
La següent fase del mite comença quan l'Horus adult desafia Seth pel tron d'Egipte. La disputa entre els dos és sovint violenta, però també es descriu com un judici legal davant la Ennèada, un grup de deïtats egípcies, per decidir qui mereix heretar el tron. El jutge d'aquest judici és Geb, que com a pare d'Osiris i Seth ocupava el tron abans que ells, o bé els déus creadors Ra o Atum, que foren els primers reis d'Egipte. D'altres deïtats també emprenen rols importants: Thot de vegades actua com el conciliador del plet o com a assistent del jutge diví, i a "Les disputes" Isis fa servir ells seus poders màgics i astuts per ajudar el seu fill.
La rivalitat d'Horus i Seth es retrata de dues maneres contrastants. Les dues perspectives apareixen ja als Textos de les Piràmides, la font més antiga del mite. Segons alguns encanteris d'aquests textos, Horus és fill d'Osiris i nebot de Seth, i l'assassinat d'Osiris és la major ímpetu del conflicte. L'altra tradició mostra Horus i Seth com a germans. Aquesta incongruència persisteix en moltes de les fonts subsegüents, en què els dos déus són germans a certs punts de la història i oncle i nebot a altres punts del mateix document.

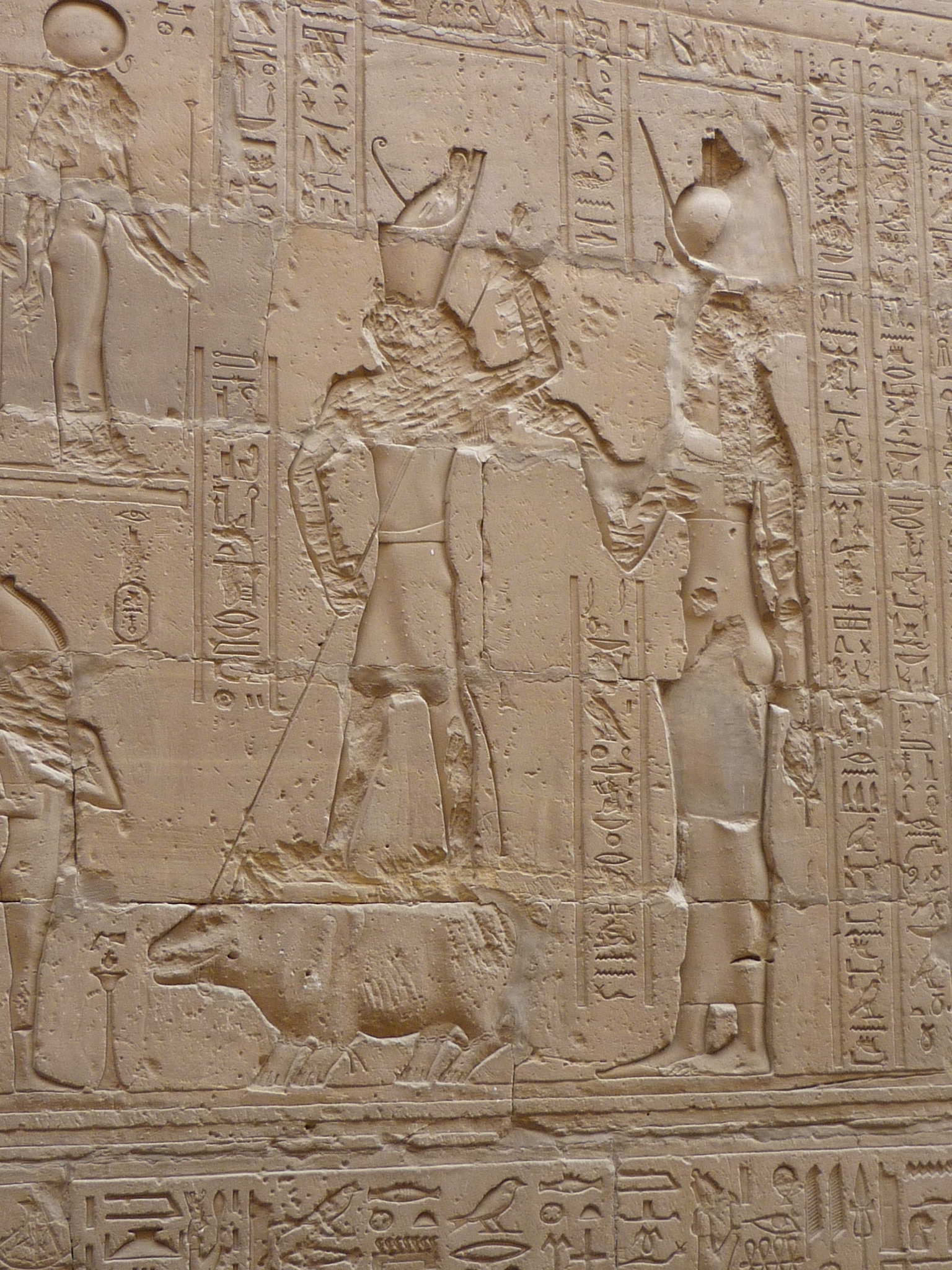
Horus arponant Seth, que apareix en forma d'hipopòtam, mentre Isis ho observa

El conflicte diví involucra molts episodis. A "Les disputes" els dos déus apel·len múltiples deïtats perquè arbitrin la disputa i competeixen en diversos tipus de proves, com ara carreres de barques o lluites en forma d'hipopòtam, per determinar el guanyador. En aquest report, Horus derrota Seth repetides vegades i rep el suport de la majoria d'altres deïtats. Així i tot la disputa s'allarga vuitanta anys, sobretot perquè el jutge, el déu creador, afavoreix Seth. En els textos rituals tardans, el conflicte s'hi representa com una gran batalla que involucra els seguidors de cada una de les deïtats. La brega del regne diví s'estén més enllà dels dos combatents. Un moment donat Isis intenta arponar Seth mentre lluita amb el seu fill, però fer Horus sense voler, que en un atac de ràbia li talla el cap a la seva pròpia mare. Thot reemplaça el cap d'Isis pel d'una vaca; aquesta història dona origen al tocat de banya de vaca que sol dur Isis. En algunes fonts, Seth justifica alguns dels seus atacs posteriors a Horus com a càstig per haver atacat la seva mare.
En un episodi clau del conflicte, Seth abusa sexualment d'Horus. La violació de Seth té, per una part, la intenció de degradar el seu rival, però també s'hi poden apreciar desitjos homosexuals, en referència a una de les majors característiques de Seth: la seva sexualitat vigorosa i indiscriminada. En el primer report de l'episodi, en un papir fragmentari del Regne Mitjà, l'encontre sexual comença quan Seth li demana a Horus per mantenir relacions sexuals, que accepta amb la condició que li concedeixi part de la seva força. L'encontre posa Horus en perill, ja que en la tradició egípcia el semen és una substància potent i perillosa, semblant al verí. Segons alguns texts, el semen de Seth entra al cos d'Horus i el fa emmalaltir, però a "Les disputes", Horus frustra Seth agafant el seu semen amb les mans. Isis se'n venja impregnant les lletugues que es menja Seth amb el semen d'Horus. La derrota de Seth es torna aparent quan aquest semen li apareix al front en forma de disc daurat. La llavor del seu rival l'ha fecundat i com a resultat "dona a llum" el disc. A "Les disputes", Thot agafa el disc i se'l posa al seu propi cap; segons reports anteriors, Thot és el producte d'aquest naixement anòmal.
Un altre episodi important tracta les mutilacions que els combatents es fan mútuament: Horus lesiona o roba els testicles de Seth i Seth danya o arrenca un dels ulls d'Horus, o ocasionalment ambdós. En alguns casos fa l'ull a bocins. Aquesta mutilació de Seth significa una pèrdua de força i virilitat. La pèrdua de l'ull d'Horus és encara més important, ja que aquest Ull d'Horus representa una àmplia varietat de conceptes a la religió egípcia. Horus és, entre d'altres, una deïtat celestial, per la qual cosa el seu ull dret representava el sol i l'esquerre la lluna. El robatori o destrucció de l'Ull d'Horus es relaciona amb les fases de la lluna o els eclipsis lunars. Horus acaba per recuperar l'ull perdut, o bé altres deïtats, incloent Isis, Thot i Athor, el recuperen o l'hi curen. L'egiptòleg Herman te Velde argumenta que la tradició sobre els testicles perduts és una variació tardana de la pèrdua de semen de Seth a Horus i que el disc amb aspecte de lluna que emergeix del cap de Seth és l'Ull d'Horus. Si és així, els episodis de mutilació i abús sexual formarien una sola història, en què Seth assaltaria Horus i hi ejacularia a sobre. Com que Thot és una deïtat lunar a més de les seves altres funcions, tendria sentit, segons te Velde, que Thot emergís en forma de l'Ull i fes de mediador entre les dues deïtats.
En qualsevol cas, la restauració completa de l'Ull d'Horus representa el retorn de la lluna a la màxima brillantor, el retorn d'Horus al tron i molts altres aspectes del maat. De vegades la restauració de l'Ull d'Horus va acompanyada de la restauració dels testicles de Seth, a fi que els dos déus estiguin sencers així com s'acosta el final de la disputa.

### Resolució
Com tantes altres parts del mite, la resolució és complexa i variada. Sovint, Horus i Seth es divideixen el reialme. Aquesta divisió es pot comparar amb qualsevol de les diverses dualitats fonamentals que els egipcis veien en el seu món. En alguns casos, Horus rep les terres fèrtils del Nil que són el nucli de la civilització egípcia, mentre que Seth es queda amb el desert estèril o les terres foranes que se li associen; en d'altres, Horus es queda amb la terra i Seth amb el cel; i en alguns altres, cada déu es queda amb una de les dues parts tradicionals del país (l'Alt Egipte i el Baix Egipte), i quin s'atribueix a qui també depèn de les múltiples versions. Tanmateix, a la Teologia Memfita, Geb, com a jutge, primer reparteix el reialme entre els dos, però després es corregeix i atorga el control complet del territori a Horus. En aquesta unió pacífica, Horus i Seth es reconcilien i les dualitats que representen es resolen com a un. A través d'aquesta resolució es restaura l'ordre després del conflicte tumultuós.
Una versió diferent del mite proclama Horus com a únic guanyador. Així doncs, Seth no es reconcilia amb el seu rival, sinó que és derrotat estrepitosament i de vegades exiliat d'Egipte o fins i tot destruït. Aquesta derrota figura habitualment a les fonts tardanes, quan Seth es relaciona cada vegada més amb la maldat i el desordre i els egipcis ja no el veien com una part íntegra de l'ordre natural.
Amb molta celebració entre els déus, Horus pren el tron i Egipte a la fi té un rei just. La decisió divina que Seth està equivocat corregeix la injustícia creada per l'assassinat d'Osiris i completa el procés de la seva restauració després de la mort. De vegades Seth ha de transportar el cos d'Osiris fins a la tomba com a part del seu càstig. El nou rei celebra ritus funeraris pel seu pare i li fa ofrenes de menjar perquè subsistesqui (sovint incloent l'Ull d'Horus, que aquí representaria vida i plenitud). Segons algunes fonts, només a través d'aquests actes Osiris pot ressuscitar al més enllà per complet i prendre el seu càrrec com a rei dels morts, en paral·lel amb la funció del seu fill com a rei dels vius. Des d'aquí, Osiris està fortament involucrat amb els cicles naturals de la mort i la renovació, com ara el creixement anual dels cultius, en referència a la seva pròpia resurrecció.